# Periferia de Macedonia Occidental
La periferia de Macedonia Occidental (en griego: Περιφέρεια Δυτικής Μακεδονίας, romanizado: Periféreia Dytikís Makedonías) es una de las trece periferias de Grecia, y ocupa la parte occidental de la Macedonia, al norte del país. La capital de la región es la ciudad de Kozani. Está dividida en 4 unidades periféricas: Flórina, Grevená, Kastoriá y Kozani.